# Západní konference (NHL)
Západní konference (anglicky Western Conference, francouzsky Conférence de l'Ouest) je jedna ze dvou konferencí severoamerické hokejové NHL, do kterých jsou rozděleny týmy v této soutěži. Druhou z nich je Východní konference.
Založena byla v roce 1974 pod názvem Konference Clarence Campbella (nebo Campbellova konference, anglicky Clarence Campbell Conference a Campbell Conference), když NHL přerozdělila své kluby do dvou konferencí a čtyř divizí. Protože toto rozdělení nebylo odvozeno od geografického umístění týmů, byly pro konference i divize použita jména významných osob, v tomto případě Clarence Campbella. Toto rozdělení NHL bylo opět změněno v roce 1981, aby odpovídalo geografii. Jméno Campbellově konferenci zůstalo a byly do ní zařazeny týmy ze západní části Ameriky. Název konference byl na současný geografický změněn v roce 1993, aby byl přístupný i pro nehokejové fanoušky. Důvodem byla i skutečnost, že geografické názvy pro své konference a divize už tehdy využívaly i další velké americké sportovní soutěže (NBA, NFL, MLB).
Podle původního názvu se předává vítězi Západní konference trofej s názvem Clarence S. Campbell Bowl.

## Divize
Campbellova konference původně sestávala z Patrickovy divize a Smytheovy divize. Roku 1981 proběhla výměna divizí; Patrickova divize přeřazena do Konference Prince z Walesu a do Campbellovy konference se nově dostala Norrisova divize. Při změnách v roce 1993 byly obě divize zrušeny a nahrazeny nově vzniklou Centrální a Pacifickou divizí. K dalšímu přeuspořádání došlo roku 1998, kdy se součástí konference stala nově vytvořená Severozápadní divize. Ta byla v roce 2013 zrušena a její týmy se přesunuly do Centrální a Pacifické divize, které od té doby tvoří Západní konferenci.
| Týmy                 | Týmy                |
| Pacifická divize     | Centrální divize    |
| -------------------- | ------------------- |
| Anaheim Ducks        | Arizona Coyotes     |
| Calgary Flames       | Chicago Blackhawks  |
| Edmonton Oilers      | Colorado Avalanche  |
| Los Angeles Kings    | Dallas Stars        |
| San Jose Sharks      | Minnesota Wild      |
| Seattle Kraken       | Nashville Predators |
| Vancouver Canucks    | St. Louis Blues     |
| Vegas Golden Knights | Winnipeg Jets       |